# Alojzy Prus
Alojzy Prus (ur. 29 stycznia 1877 w Grabowni, zm. prawdopodobnie w pierwszej połowie lat 40. w Kazachstanie) – polski publicysta i działacz narodowy na Górnym Śląsku, poseł na Sejm Śląski II i III kadencji.

## Życiorys
Urodził się jako syn drobnego rolnika. Po ukończeniu szkoły podstawowej został robotnikiem w hucie „Bobrek”, a następnie rzemieślnikiem precyzyjnym w zakresie naprawy maszyn, m.in. do szycia.
W roku 1908 nabył z parcelacji resztówkę z budynkiem mieszkalnym byłego majątku ziemskiego hrabiego von Arko w Zebrzydowicach k. Rybnika, z którego wydzielił  pomieszczenia dla polskich organizacji kulturalno-oświatowych. W tzw. „zamku” odbywały się zebrania, wiece, próby chóru i przedstawień teatralnych, ćwiczenia Towarzystwa Gimnastycznego Sokół.
W okresie I wojny światowej Alojzy Prus wcielony został do armii niemieckiej. Po jej zakończeniu osiadł w Rybniku. W okresie powstań śląskich w swoim warsztacie w Orzepowicach wykonywał bezinteresownie prace rusznikarskie na rzecz oddziałów powstańczych. Żona Alojzego Jadwiga z d. Ficek zaangażowała się w pracę plebiscytową, trzej najstarsi synowie Wincenty, Ignacy i Franciszek z bronią w ręku walczyli w III powstaniu śląskim. Po przyłączeniu części Górnego Śląska do Polski nabył w Rybniku przy ul. Sobieskiego budynek mieszkalny, w którym prowadził warsztat i sklep. Przez kilka kadencji przewodniczył Radzie Miejskiej w Rybniku, był inicjatorem otwarcia szkoły handlowej. Jako prezes Zarządu Powiatowego Chrześcijańskiej Demokracji został posłem do Sejmu Śląskiego II i III kadencji. Zwolennik Wojciecha Korfantego pozostawał w opozycji do władz sanacyjnych.
Po wybuchu II wojny światowej w ostatniej chwili zdołał uciec przez aresztowaniem. Przed Niemcami schronił się we Lwowie, przed Rosjanami uciec nie zdążył.

## Ordery i odznaczenia
- Srebrny Krzyż Zasługi (11 stycznia 1928)[1]